# 朱尼奥·保利斯塔
朱尼奥·保利斯塔，（英語：José Cristiano de Souza Júnior，1977年8月11日），巴西职业足球运动员

### 中国经历
朱尼奥·保利斯塔來中國之前效力了好幾個巴西球會，2009年7月，他加盟浦东中邦。
2011年，由于浦东中邦退出中甲联赛，他最终加盟了天津松江。
2012年2月，中甲球队北京八喜一口气签下包括朱尼奥等四名外援。

## 連結
- Player stats （页面存档备份，存于） at Soccerway